# Tour de Bihor-Bellotto
El Tour de Bihor-Bellotto és una cursa ciclista que es disputa a Romania, concretament a la regió de la Bihor. La cursa es creà el 2016, ja formant del calendari de l'UCI Europa Tour.

## Palmarès
| Any  | Vencedor                | Segon                  | Tercer                  |
| ---- | ----------------------- | ---------------------- | ----------------------- |
| 2016 | Egan Bernal Gómez       | Rodolfo Torres Agudelo | Matteo Fabbro           |
| 2017 | Rodolfo Torres Agudelo  | Luca Chirico           | Iván Ramiro Sosa Cuervo |
| 2018 | Iván Ramiro Sosa Cuervo | Alberto Giuriato       | Alessandro Bisolti      |
| 2019 | Daniel Muñoz            | Markus Freiberger      | Karel Hník              |